# OVW Heavyweight Championship
O OVW Heavyweight Championship é o maior título da empresa Ohio Valley Wrestling. Foi muito conhecido como NWA Ohio Valley Heavyweight Championship dutante a parceria entre OVW e NWA entre 1998 e 2001. Vários wrestlers da WWE, já foram campeões da OVW, como John Cena, Randy Orton e Dave Batista, devido a parceria existente que durou até fevereiro de 2008.

## Atual campeão
O atual OVW Heavyweight Champion é Anthony Bravado, que ganhou de Nick Dinsmore no dia 25 de junho de 2008  em Louisville, Kentucky.

## Campeões
| Wrestler           | Reinado nº | Derrotou a                                                              | Data                    | Local              |
| ------------------ | ---------- | ----------------------------------------------------------------------- | ----------------------- | ------------------ |
| Trailer Park Trash | 1          | N/A                                                                     | 17 de agosto de 1997    | Jeffersonville, IN |
| Vago               | N/A        | N/A                                                                     | 1997                    | N/A                |
| Bill Dundee        | 1          | Vencido em uma Batle Royal                                              | 16 de novembro de 1997  | Jeffersonville, IN |
| Rip Rogers         | 1          | Bill Dundee                                                             | 23 de novembro de 1997  | Jeffersonville, IN |
| Nick Dinsmore      | 1          | Rip Rogers                                                              | 3 de junho de 1998      | Jeffersonville, IN |
| David C.           | 1          | Depois de Dinsmore renunciar ao título                                  | 11 de junho de 1998     | Jeffersonville, IN |
| Doug Basham        | 1          | David C.                                                                | 5 de julho de 1998      | Jeffersonville, IN |
| Rip Rogers         | 2          | Doug Basham                                                             | 13 de setembro de 1998  | Jeffersonville, IN |
| Doug Basham        | 2          | Rip Rogers                                                              | 29 de dezembro de 1998  | Louisville, KY     |
| Rip Rogers         | 3          | Doug Basham                                                             | 3 de janeiro de 1999    | Louisville, KY     |
| Rod Steele         | 1          | Rip Rogers                                                              | 2 de fevereiro de 1999  | Louisville, KY     |
| Nick Dinsmore      | 2          | Rod Steele                                                              | 18 de abril de 1999     | Jeffersonville, IN |
| Rob Conway         | 1          | Nick Dinsmore                                                           | 28 de abril de 1999     | Jeffersonville, IN |
| Nick Dinsmore      | 3          | Rob Conway                                                              | 7 de maio de 1999       | New Albany, IN     |
| Damaja             | 1          | Nick Dinsmore                                                           | 8 de junho de 1999      | Louisville, KY     |
| Rob Conway         | 2          | Damaja                                                                  | 17 de agosto de 1999    | Louisville, KY     |
| Rico Constantino   | 1          | Rob Conway                                                              | 10 de novembro de 1999  | Louisville, KY     |
| Flash Flanagan     | 1          | Rico Constantino                                                        | 26 de dezembro de 1999  | Louisville, KY     |
| Rico Constantino   | 2          | Flash Flanagan                                                          | 16 de fevereiro de 2000 | Louisville, KY     |
| Flash Flanagan     | 2          | Rico Constantino                                                        | 17 de fevereiro de 2000 | Jefersonville, IN  |
| Damaja             | 2          | Flash Flanagan                                                          | 4 de abril de 2000      | Louisville, KY     |
| Nick Dinsmore      | 4          | Damaja                                                                  | 24 de maio de 2000      | Jeffersonville, IN |
| Flash Flanagan     | 3          | Nick Dinsmore                                                           | 8 de julho de 2000      | Jeffersonville, IN |
| Nick Dinsmore      | 5          | Flash Flanagan                                                          | 4 de agosto de 2000     | Louisville, KY     |
| Rob Conway         | 3          | Nick Dinsmore                                                           | 6 de setembro de 2000   | Jeffersonville, IN |
| Nick Dinsmore      | 6          | Rob Conway                                                              | 25 de outubro de 2000   | Jeffersonville, IN |
| Rico Constantino   | 3          | Nick Dinsmore                                                           | 27 de fevereiro de 2001 | Louisville, KY     |
| Flash Flanagan     | 4          | Rico Constantino                                                        | 4 de abril de 2001      | Louisville, KY     |
| Doug Basham        | 3          | Flash Flanagan                                                          | 25 de julho de 2001     | Jeffersonville, IN |
| Leviathan          | 1          | Doug Basham                                                             | 28 de novembro de 2001  | Jeffersonville, IN |
| The Prototype      | 1          | Leviathan                                                               | 20 de fevereiro de 2002 | Jeffersonville, IN |
| Nova               | 1          | The Prototype                                                           | 15 de maio de 2002      | Jeffersonville, IN |
| Damaja             | 3          | Nova                                                                    | 6 de novembro de 2002   | Louisville, KY     |
| Nick Dinsmore      | 7          | Damaja y Doug Basham                                                    | 19 de fevereiro de 2003 | Louisville, KY     |
| Doug Basham        | 4          | Nick Dinsmore                                                           | 9 de abril de 2003      | Louisville, KY     |
| Damaja             | 4          | Doug Basham                                                             | 30 de julho de 2003     | Louisville, KY     |
| Rob Conway         | 4          | Damaja                                                                  | 13 de agosto de 2003    | Louisville, KY     |
| Johnny Jeter       | 1          | Rob Conway                                                              | 13 de agosto de 2003    | Louisville, KY     |
| Mark Magnus        | 1          | Johnny Jeter                                                            | 15 de outubro de 2003   | Louisville, KY     |
| Vago               | N/A        | Depois de um combate entre Magnus, Dinsmore e Jeter                     | 10 de dezembro de 2003  | N/A                |
| Nick Dinsmore      | 8          | Johnny Jeter                                                            | 7 de janeiro de 2004    | Louisville, KY     |
| Matt Morgan        | 1          | Nick Dinsmore                                                           | 14 de abril de 2004     | Louisville, KY     |
| Chris Cage         | 1          | Matt Morgan                                                             | 13 de outubro de 2004   | Louisville, KY     |
| Chad Toland        | 1          | Chris Cage                                                              | 1 de dezembro de 2004   | Louisville, KY     |
| Elijah Burke       | 1          | Chad Toland                                                             | 8 de dezembro de 2004   | Louisville, KY     |
| Matt Morgan        | 2          | Elijah Burke                                                            | 13 de abril de 2005     | Louisville, KY     |
| Brent Albright     | 1          | Matt Morgan                                                             | 27 de abril de 2005     | Louisville, KY     |
| Johnny Jeter       | 2          | Brent Albright                                                          | 3 de agosto de 2005     | Louisville, KY     |
| Matt Cappotelli    | 1          | Johnny Jeter                                                            | 9 de novembro de 2005   | Louisville, KY     |
| Vago               | N/A        | Devido a Cappotelli entregou seu título devido a um problema de saúde   | 8 de fevereiro de 2006  | Louisville, KY     |
| Brent Albright     | 2          | CM Punk                                                                 | 1 de março de 2006      | Louisville, KY     |
| CM Punk            | 1          | Brent Albright                                                          | 3 de maio de 2006       | Louisville, KY     |
| Chet the Jet       | 1          | CM Punk                                                                 | 30 de agosto de 2006    | Louisville, KY     |
| Jacob Duncan       | 1          | Chet the Jet                                                            | 25 de outubro de 2006   | Louisville, KY     |
| Chet the Jet       | 2          | Jacob Duncan                                                            | 13 de dezembro de 2006  | Louisville, KY     |
| Paul Burchill      | 1          | Chet the Jet                                                            | 13 de dezembro de 2006  | Louisville, KY     |
| Cody Runnels       | 1          | Paul Burchill                                                           | 17 de fevereiro de 2007 | Elizabethtown, KY  |
| Paul Burchill      | 2          | Cody Runnels                                                            | 18 de fevereiro de 2007 | Louisville, KY     |
| Aaron Stevens      | 1          | Paul Burchill                                                           | 14 de março de 2007     | Louisville, KY     |
| Paul Burchill      | 3          | Aaron Stevens                                                           | 9 de maio de 2007       | Louisville, KY     |
| Vago               | N/A        | Devido a que a luta entre Burchill e Stevens acabou em um duplo pinfall | 23 de maio de 2007      | Louisville, KY     |
| Jay Bradley        | 1          | Paul Burchill e "Idol" Stevens                                          | 1 de junho de 2007      | Louisville, KY     |
| Paul Burchill      | 4          | Jay Bradley                                                             | 27 de junho de 2007     | Louisville, KY     |
| Vladimir Kozlov    | 1          | Paul Burchill                                                           | 28 de julho de 2007     | Louisville, KY     |
| Michael W. Kruel   | 1          | Vladimir Kozlov                                                         | 28 de julho de 2007     | Louisville, KY     |
| Matt Sydal         | 1          | Michael W. Kruel                                                        | 5 de dezembro de 2007   | Louisville, KY     |
| Jay Bradley        | 2          | Matt Sydal                                                              | 13 de fevereiro de 2008 | Louisville, KY     |
| Nick Dinsmore      | 9          | Jay Bradley                                                             | 20 de fevereiro de 2008 | Louisville, KY     |
| Anthony Bravado    | 1          | Nick Dinsmore                                                           | 25 de junho de 2008     | Louisville, KY     |

## Ligações Externas
- Arquivo da OVW
- Wrestling-Titles.com